# Gilles Corrozet

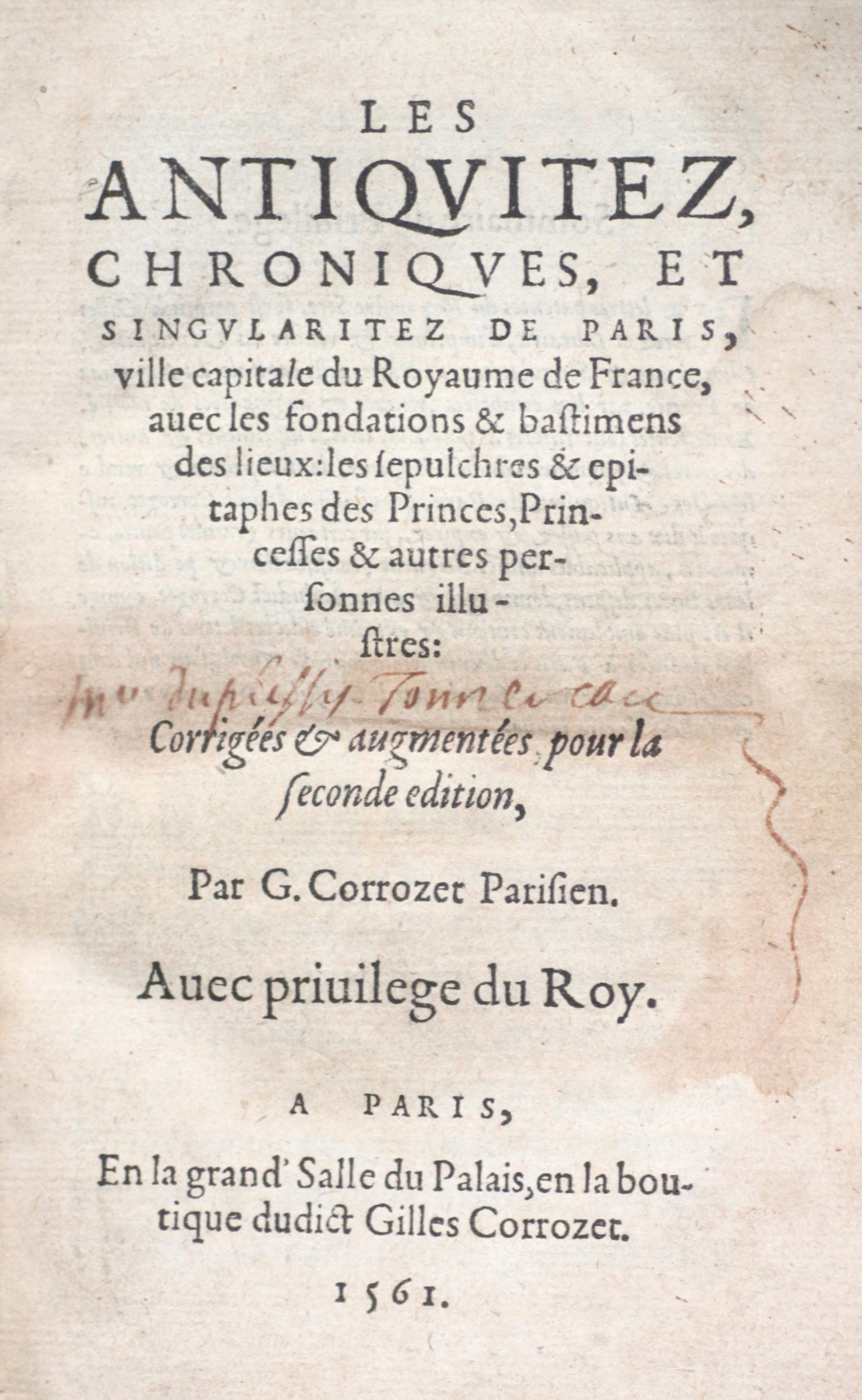
Les Antiquitez...de Paris 1561

Gilles Corrozet (*  1510; † 1568 in Paris) war ein französischer Schriftsteller, Historiker, Drucker, Verleger und Buchhändler der Renaissance.
Corrozet war ein Autodidakt ohne höhere Universitätsbildung, der sich ein großes, auch linguistisches Wissen aneignete und sich als Schriftsteller unter anderem von historischen Büchern über Paris etablierte. Sein erstes Buch dazu von 1532 war so etwas wie ein historischer Stadtführer (mit Angabe der Straßennamen nach den Quartieren von Paris). Er schrieb auch eine Geschichte Frankreichs und eine französische Version des Kommentars von Marsilio Ficino über das Symposium von Platon (Diffinition et perfection de l’amour) und ein Emblem-Buch (Hecatomgraphie). 1542 erschien seine Übersetzung der Fabeln von Äsop.
Als Drucker war sein Emblem eine Rose in einem Herzen mit dem Spruch In corde prudentis requiescit sapientia.
Auch zwei seiner Söhne und sein Schwiegersohn Nicolas Bonfons waren Verleger bzw. Drucker.

## Schriften
- La fleur des antiquitez de la noble et triumphante ville de Paris, Paris, 1532
- Blasons domestiques 1539
- Simulachres et historiées faces de la mort, Lyon, 1538
- Historiarum Veteris Testamenti Icones, Lyon, 1539 (mit Holzschnitten von Holbein)
- Définition et perfection de l’amour, Paris: D. Janot, 1541–1542
- Les Fables du très ancien Esope, mises en rithme françoise, Paris 1542
- Hecatomgraphie, Paris: Denis Jacot 1540, weitere Ausgaben bis 1544 (Nachdruck Ilkley: Scolar Press, 1974, mit Vorwort von Alison Adams)
- Les Antiquitez, croniques et singularitez de Paris, Paris: 1552, Nachdruck von Nicolas Bonfons, 1586 bis 1588
- Icones Mortis, Basel 1554
- Tapisserie de l’église chrétienne
- Le thresor des histoires de France. Reduit par tiltres, en forme de lieux communs. Augmente et continue jusques a present, 1583 und viele weitere Auflagen